# فلمنك
الفلمنك أو الفلمنج (بالهولنديَّة: Vlamingen) هي مجموعة عرقية جرمانية مقيمة في الفلاندر، في مملكة بلجيكا الحديثة، ويتحدثون الفلمنكيَّة، ولكن (في الغالب) يستخدمون اللغة الهولندية المكتوبة. وهم واحدة من مجموعتين عرقيتين رئيسيتين في بلجيكا، والأخرى هي الوالون الناطقة بالفرنسية. يشكل الفلمنك غالبية السكان في بلجيكا (حوالي 60%)، وتصل أعدادهم إلى حوالي 7 ملايين نسمة. تاريخياً، كان يشار إلى جميع سكان مقاطعة فلانديرز في العصور الوسطى باسم "الفلمنج"، بغض النظر عن اللغة المستخدمة. وتضم المنطقة المعاصرة من فلاندر جزءاً من هذه المقاطعة التاريخية، بالإضافة إلى أجزاء من دوقية برابنت التي تعود إلى القرون الوسطى وكونتية لون القرطوسية. ويعتنق أغلب الفلمنك المسيحية على مذهب الرومانيَّة الكاثوليكية.
الفلاندر الحالية لا تعبر عن الفلاندر القديمة، الفلاندر القديمة كانت تشمل أجزاء من فرنسا وهولندا حاليا، كما لم تكن تشمل الأجزاء الشرقية ووسط الفلاندر الحالية. ومصطلح الفلمنك ربما لايزال مستخدما خصيصا للإشارة إلى شرق وغرب الفلاندر اللتان تعدان محافظتين من بلجيكا الآن، أو للإشارة إلى مناطق البلد الأخرى حيث تستخدم الهولندية بلهجة فلمنكية أو الهولندية الفصحى.

## التنوع السكاني في بلجيكا وأوروبا
الكثافة السكانية هي أحد الأعلى في أوروبا. ديمغرافياً يوجد بالبلاد ثلاث مجموعات: الفلاندر، الوالون والألمان. المجموعة الأخيرة أُضيفت إلى بلجيكا بعد هزيمة ألمانيا في الحرب العالمية الأولى عام 1918م.
يتكون سكان بلجيكا من عنصرين، الوالون أو الوالس ويعيشون في جنوب بلجيكا ويتكلمون اللغة الفرنسية، والعنصر الثاني الفلامان أو الفلامنج وينحدثون اللغة الهولندية، وهؤلاء يعيشون في النطاق الشمالي من بلجيكا، لذا ففي الدولة ثلاث لغات معترف بهم حيث أن هناك أقلية ألمانية في الشرق، وسكان بلجيكا حوالي عشرة ملايين وربع مليون، وهي من أكثر مناطق أوروبا ازدحاماً، وتزداد الكثافة في وسط بلجيكا وفي شمالها.

## محاولة للاستقلال
وتمر بلجيكا في أزمة حادة بسبب رغبة الفلامون الذين يتحدثون الهولندية ويتمتعون بغنى فاحش بتقسيم البلاد ويشكلون 60 % من السكان في حين أن الوالون الذين يتحدثون الفرنسية فقراء وقريبون من الملكية.[بحاجة لمصدر]

## أزمة تشكيل الحكومة في بروكسيل
لدينا جماعتان مختلفتان تعيشان معا منذ نحو 200 سنة وهم الفلامون الذين يتحدثون الهولندية والوالون الذين يتحدثون الفرنسية، ومع الأسف فانهما لا يفهمان بعضهما بعضا حتى اليوم، مع أننا حصلنا على استقلالنا عام 1830 م. وعشنا طويلا بدون عنف رغم وجود خلافات، لكنه لم يقتل أحد، وقد حللنا مشاكلنا بالحوار وإيجاد طرق تسوية معقولة.
ونحن الآن في مشكلة، ذلك أن الفلامون 60% يريدون حكما ذاتيا وليس استقلالا، وحسب الدستور فان للجميع عددا متساويا من الوزراء 15 + 15 رغم أن الوالون يشكلون 40% من تعداد السكان كما أن رئيس الوزراء ليس شرطا أن يكون من الفلامون أو الوالون رغم أنه غالبا ما يكون من الفلامون، وكما هو معروف فان الفلامون وحسب الدستور لا يستطيعون اجبار الأقلية الوالون، بمعنى أن الدستور يحمي الأقلية.